# Fusió de protoplast

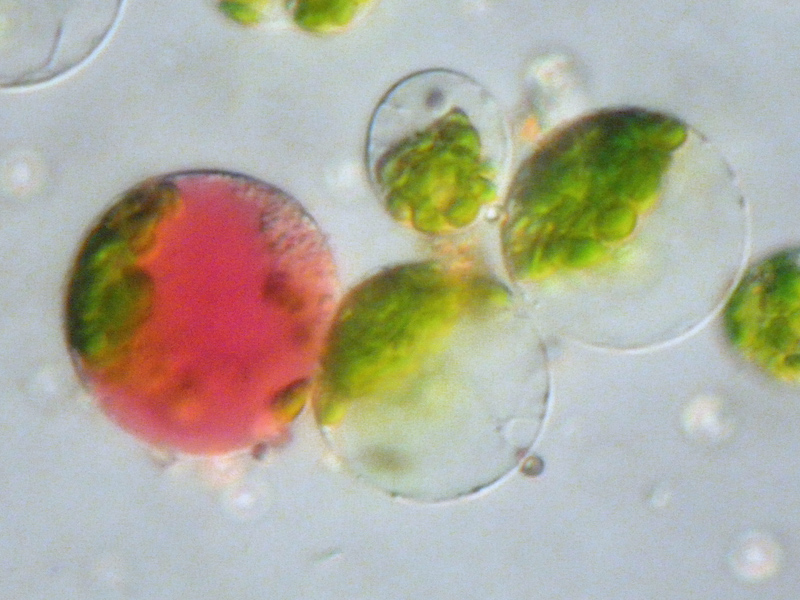
Protoplast fusionat (esquerra) amb cloroplasts (d'una cèl·lula foliar) i una vaquola acolorida (d'un pètal).

La fusió del protoplast o fusió somàtica és un tipus de modificació genètica feta en les plantes per la qual dues espècies diferents de plantes es fusionen juntes per a formar una nova planta híbrida amb les característiques de les dues, un híbrid somàtic. Els híbrids es poden produir entre diferents varietats de la mateixa espècie o entre diferents espècies, per exemple el triticale és l'híbrid entre el blat i el sègol.
Entre els usos d'aquesta tècnica està el de fer resistent la patatera a la amlatia de l'enrotllament de les fulles. En aquest cas l'híbrid que en resulta és similar a la planta amb poliploidia.

## Procés
El procés somàtic ocorre en quatre passos:
1. Treure la paret cel·lular fent servir l'enzim cel·lulasa per produir un protoplast
2. Es fonen les cèl·lules per xoc elèctric o tractament químic obtenint un nucli fos anomenat heterocarion.
3. S'indueix la formació de paret cel·lular a base d'hormones
4. Les cèl·lules creixen dins els callus després en plàntula i finalment en la planta completa coneguda com a híbrid somàtic.

## Aplicacions en cèl·lules animals
Es poden fusionar cèl·lules somàtiques de diferents tipus per obtenir cèl·lules híbrides de diferents maneres com per exemple, 
(i) estudiar el control de la divisió cel·lular i expressió de gens,
(ii) investigar transformacions malignants, 
(iii) obtenir replicació viral, 
(iv) per mapes de gens o de cromosomes i per 
(v) producció d'anticossos monoclonals per produir hibridomes, etc.

### Assoliments de fusió interespecífics i intergenèrics
| Creuament de         | Creuat amb          |
| -------------------- | ------------------- |
| Civada               | Blatde moro         |
| Brassica sinensis    | B. oleracea         |
| Torrentia fourneri   | T. bailloni         |
| Brassica oleracea    | B. campestris       |
| Datura innoxia       | Atropa belladonna   |
| Nicotiana tabacum    | N. glutinosa        |
| Datura innoxia       | D. candida          |
| Arabidopsis thaliana | Brassica campestris |
| Petunia hybrida      | Vicia faba          |

Table: Reference #5
Nota: Aquesta taula només llista uns pocs exemples, hi ha molts més creuaments.